# Resolutie 923 Veiligheidsraad Verenigde Naties
Resolutie 923 van de Veiligheidsraad van de Verenigde Naties werd unaniem aangenomen op 31 mei 1994.

## Achtergrond
In 1960 werden de voormalige kolonies Brits Somaliland en Italiaans Somaliland onafhankelijk en samengevoegd tot Somalië. In 1969 greep het leger de macht en werd Somalië een socialistisch-islamitisch land. In de jaren 1980 leidde het verzet tegen het totalitair geworden regime tot een burgeroorlog en in 1991 viel het centrale regime. Vanaf dan beheersten verschillende groeperingen elke een deel van het land en enkele delen scheurden zich ook af van Somalië.

## Inhoud

### Waarnemingen
De Somalische partijen moesten serieus werken aan verzoening en de verplichtingen en akkoorden die ze aangingen. Hun verklaring in die zin werd verwelkomd. Ze zouden ook procedures voor de verzoeningsconferentie gaan opstellen, een president, vicepresident en premier verkiezen en een juridisch systeem opzetten.
Er was bezorgdheid om de vertragingen bij de verzoening en de achteruitgang van de veiligheidssituatie. De gevechten, misdaad, en geweld en aanvallen op hulpverleners werden veroordeeld. Aan de veiligheid van het VN-personeel en hulpverleners werd veel belang gehecht.
Alle Somalische leiders verzochten dat UNOSOM II de verzoening en rehabilitatie van hun land zou blijven ondersteunen. Die missie zou tegen maart 1995 voltooid moeten worden.

### Handelingen
De Veiligheidsraad verlengde het mandaat van UNOSOM II tot 30 september. Nog tegen 29 juli zou de missie wel herzien worden op basis van de humanitaire-, politieke- en veiligheidssituatie in Somalië. De secretaris-generaal, Boutros Boutros-Ghali, werd gevraagd opties voor te bereiden voor het mandaat en de toekomst van de missie. Alle partijen moesten met UNOSOM II samenwerken, hun verplichtingen
nakomen, waaronder die over vrijwillige ontwapening, en onverwijld verder onderhandelen. Het geweld tegen VN- en humanitair personeel moest ook onmiddellijk stoppen. Het opgelegde wapenembargo bleef verplicht voor alle landen. Vooruitgang was door UNOSOM II geboekt bij het opzetten van het justitie- en politieprogramma. Lidstaten die troepen en andere steun gaven werden gewaardeerd. De missie moest voldoende manschappen, personeel, uitrusting, geld en logistiek hebben om haar mandaat goed te kunnen uitvoeren.

## Verwante resoluties
- Resolutie 886 Veiligheidsraad Verenigde Naties (1993)
- Resolutie 897 Veiligheidsraad Verenigde Naties
- Resolutie 946 Veiligheidsraad Verenigde Naties
- Resolutie 953 Veiligheidsraad Verenigde Naties

Lijst ·  893 ·  894 ·  895 ·  896 ·  897 ·  898 ·  899 ·  900 ·  901 ·  902 ·  903 ·  904 ·  905 ·  906 ·  907 ·  908 ·  909 ·  910 ·  911 ·  912 ·  913 ·  914 ·  915 ·  916 ·  917 ·  918 ·  919 ·  920 ·  921 ·  922 ·  923 ·  924 ·  925 ·  926 ·  927 ·  928 ·  929 ·  930 ·  931 ·  932 ·  933 ·  934 ·  935 ·  936 ·  937 ·  938 ·  939 ·  940 ·  941 ·  942 ·  943 ·  944 ·  945 ·  946 ·  947 ·  948 ·  949 ·  950 ·  951 ·  952 ·  953 ·  954 ·  955 ·  956 ·  957 ·  958 ·  959 ·  960 ·  961 ·  962 ·  963 ·  964 ·  965 ·  966 ·  967 ·  968 ·  969